# مصطفى العرفاوي
مصطفى العرفاوي (ولد في 27 نوفمبر 1932) هو عضو جزائري سابق في اللجنة الأولمبية الدولية، وكان رئيساً للاتحاد الدولي للسباحة (FINA) من 1988 إلى غاية 24 مارس 2009. وهو أيضاً عضو في اللجنة التنفيذية للوكالة العالمية لمكافحة المنشطات وعضو لجنة التنسيق التابعة لدورة الألعاب الأولمبية 2012 التي أقيمت في لندن. ويرأس الاتحاد الأفريقي للسباحة منذ مدة تزيد عن الثلاثين عاماً.
ولد في 1932، وقد كان لاعب كرة ماء (بولو) في سن مبكر. في عام 1962، أي عندما بلغ من العمر 30 عاماً، أسس الاتحاد الجزائري للسباحة، وهو من الأعضاء المؤسسين للجنة الأولمبية الجزائرية التي خدمها كأمين سر حتى عام 1967. مخلصاً للقارة الأفريقية، خدم أيضاً لمدة طويلة كرئيس لاتحاد السباحة الأفريقي للهواة، وتوحد الاتحادات الرياضية الأفريقية.

## روابط خارجية
- مصطفى العرفاوي على موقع أوليمبيديا (الإنجليزية)